# Consejo Nacional del Movimiento
El Consejo Nacional del Movimiento fue una institución de la dictadura franquista de carácter colegiado, que estaba subordinada a la Jefatura del Estado. Creado originalmente bajo el nombre de Consejo Nacional de FET y de las JONS, continuaría existiendo hasta 1977, ya fallecido Francisco Franco.
Su estructura interna se inspiró fuertemente en el Gran Consejo Fascista y el Consejo Nacional del Partido Nacional Fascista italianos. Sus miembros, los consejeros, con un número máximo de 50, fueron designados por primera vez por Franco en 1937, integrando a todas las fuerzas políticas que intervinieron en el golpe de Estado de julio de 1936 que dio inicio a la Guerra civil, y que habían sido unificadas por decreto en abril de 1937 bajo el nombre de Falange Española Tradicionalista y de las JONS (FET y de las JONS). Se reunió por primera vez en diciembre de 1937 en el Monasterio de las Huelgas de Burgos. Posteriormente, tras el final de la guerra, pasaría a reunirse en el antiguo Palacio del Senado de Madrid.
Al igual que las Cortes franquistas, el Consejo nacional sería disuelto poco antes de las elecciones de 1977.

## Historia

### Creación
El Consejo Nacional de Falange Española Tradicionalista y de las JONS (FET y de las JONS) fue creado por el Decreto de Unificación por el que se fundó el partido único de la dictadura franquista. Tomó como modelo el Consejo Nacional de Falange Española de las JONS, cuya fusión con la carlista Comunión Tradicionalista, dio nacimiento a FET y de las JONS. En el artículo segundo del Decreto de Unificación se decía:

Serán órganos rectores de la nueva entidad política nacional el Jefe del Estado, un Secretariado o Junta Política y el Consejo Nacional. [...]
El Consejo conocerá de los grandes problemas nacionales que el Jefe del Estado le someta en los términos que se establecerán en disposiciones complementarias.

En el decreto también se establecía un Secretariado Político que, con la misión de encauzar la marcha de la nueva organización, estaría integrado por los elementos falangistas y tradicionalistas más distinguidos, bajo la presidencia del dictador Franco.
El 5 de agosto de 1937 Franco promulgó los estatutos de FET y de las JONS, definido como «el Movimiento Militante inspirador y base del Estado Español», en los que se establecía que «el Movimiento, en cuanto a organización, incluiría tres clases de miembros activos: militantes, que eran todos los afiliados a las agrupaciones políticas existentes en el momento de la Unificación (un modo de fundir camisas viejas con camisas nuevas y los tradicionalistas); militares, puesto que todos los generales, jefes, oficiales y clases del Ejército, en activo, eran considerados miembros de pleno derecho; y adheridos, que nuevamente se inscribían y a los que se exigía acreditar capacidad de servicio antes de convertirlos en militantes».
En cuanto al Consejo Nacional en los estatutos se decía que estaría formado por el Jefe Nacional (es decir, el propio Caudillo), el presidente y el vicepresidente de la Junta Política, el jefe de Milicias y los delegados de los distintos servicios del partido, además de los que el Caudillo designara «por razón de su jerarquía en el Estado, hasta un número no superior a doce y los que lo sean en atención a sus méritos y servicios excepcionales». Lo presidía el Jefe Nacional (es decir, Franco) que era el único que podía convocarlo y establecer el orden del día de las deliberaciones. En cuanto a sus competencias se decía que eran «conocer» (no decidir) las directrices de las organizaciones del Movimiento y del Estado («lo que desde luego no se cumplió», apostilla José Luis Rodríguez Jiménez), así como «todas las grandes cuestiones nacionales que le someta el Jefe del Movimiento».

### Primer Consejo

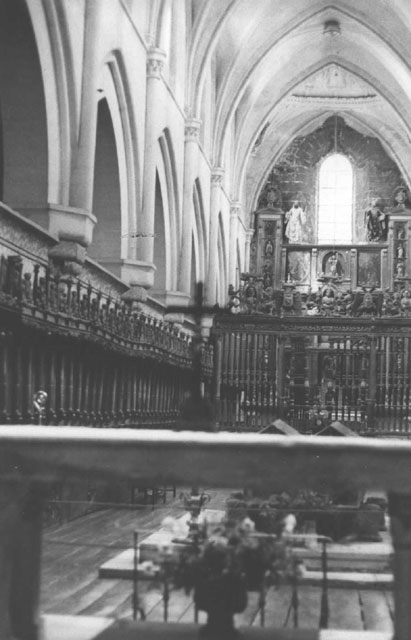
Interior de la iglesia abacial del Monasterio de las Huelgas de Burgos, donde se celebró el I Consejo Nacional de FET y de las JONS.

En noviembre de 1937 el Generalísimo Franco designó a los cincuenta miembros del Consejo Nacional. Como ya sucedía con el resto de órganos del partido (la Junta Política estaba formada por seis falangistas y cuatro carlistas; al frente de las Juntas Provinciales solo había ocho carlistas) la mayoría de los nombrados por Franco eran falangistas (veintiséis), mientras que los carlistas eran solo once y los monárquicos seis (seis militares completaban la cincuentena).
El I Consejo Nacional de FET y de las JONS, se celebró el 2 de diciembre de 1937 en el Monasterio de las Huelgas de Burgos.
El Consejo  estaba formado por 50 miembros y agrupaba diversas tendencias políticas, con una mayoría de falangistas viejos (Pilar Primo de Rivera, Mercedes Sanz, Fernández-Cuesta, Agustín Aznar, Ridruejo, Girón, Sancho Dávila, Jesús Suevos) y neofalangistas (Gamero del Castillo), que reunidos superaban el cincuenta por ciento (sumaban veintiséis). 
Con ellos, tradicionalistas (Tomás Domínguez Arévalo o Fal Conde, que no asistió), monárquicos (José María Pemán, Eugenio Montes Domínguez, Yanguas, Valdecasas, Vegas, Pedro Sainz Rodríguez) y militares (Gonzalo Queipo de Llano, Jordana, Juan Yagüe, Juan Luis Beigbeder, José Monasterio Ituarte).

### El Consejo Nacional en la Ley Orgánica del Estado de 1967

#### Fines
En el artículo veintiuno de la Ley Orgánica del Estado de enero de 1967, última de las Leyes Fundamentales del franquismo, se establecían los siguientes «fines del Consejo Nacional, como representación colegiada del Movimiento»:
- Fortalecer la unidad entre los hombres y entre las tierras de España.
- Defender la integridad de los Principios del Movimiento Nacional y velar porque la transformación y desarrollo de las estructuras económicas, sociales y culturales se ajusten a las exigencias de la justicia social.
- Velar por el desarrollo y ejercicio de los derechos y libertades reconocidas por las Leyes fundamentales y estimular la participación auténtica y eficaz de las entidades naturales y de la opinión pública en las tareas políticas.
- Contribuir a la formación de las juventudes españolas en la fidelidad a los Principios del Movimiento Nacional e incorporar las nuevas generaciones a la tarea colectiva.
- Encauzar, dentro de los Principios del Movimiento, el contraste de pareceres sobre la acción política.
- Cuidar de la permanencia y perfeccionamiento del propio Movimiento Nacional.

#### Composición
El artículo veintidós de la Ley Orgánica del Estado establecía que «el Consejo Nacional estará constituido por los siguientes Consejeros»:
- Un Consejero elegido por cada provincia, en la forma que establezca la Ley orgánica correspondiente.
- Cuarenta Consejeros designados por el Caudillo entre personas de reconocidos servicios. Al cumplirse las previsiones sucesorias, estos cuarenta Consejeros adquirirán el carácter de permanentes hasta cumplir la edad de setenta y cinco años, y las vacantes que en lo sucesivo se produzcan entre los mismos se proveerán por elección mediante propuesta en terna de este grupo de Consejeros al Pleno del Consejo.
- Doce Consejeros representantes de las estructuras básicas de la comunidad nacional: Cuatro elegidos entre sus miembros por los Procuradores en Cortes representantes de la Familia; cuatro elegidos entre sus miembros por los Procuradores en Cortes representantes de las Corporaciones locales; cuatro elegidos entre sus miembros por los Procuradores en Cortes representantes de la Organización Sindical.
- Seis Consejeros designados por el presidente del Consejo entre personas que presten relevantes servicios a los fines enumerados en el artículo anterior.
- El Secretario General, que ejercerá las funciones de Vicepresidente. [Artículo veintiséis. El Secretario General será designado por el Jefe del Estado a propuesta del Presidente del Gobierno.]

#### Atribuciones
En el artículo veintitrés se establecían las atribuciones del Consejo Nacional «para el cumplimiento de los fines señalados en el artículo veintiuno»:
- Promover la acomodación de las leyes y disposiciones generales a los Principios del Movimiento Nacional y demás Leyes Fundamentales del Reino, ejerciendo a este efecto el recurso de contrafuero previsto en el Título X de esta ley. [Artículo cincuenta y nueve. I. Es contrafuero todo acto legislativo o disposición general del Gobierno que vulnere los Principios del Movimiento Nacional o las demás Leyes Fundamentales del Reino. II. En garantía de los principios y normas lesionados por el contrafuero se establece el recurso ante el Jefe del Estado.]
- Sugerir al Gobierno la adopción de cuantas medidas estime convenientes a la mayor efectividad de los Principios del Movimiento y demás Leyes Fundamentales del Reino y, en todo caso, conocer e informar, antes de su remisión a las Cortes, cualquier proyecto o modificación de Ley fundamental.
- Elevar al Gobierno los informes o memorias que considere oportunos y evacuar las consultas que aquel le someta, pudiendo, a tales efectos, requerir los antecedentes que considere convenientes.